# Nyssodrysternum laterale
Nyssodrysternum laterale es una especie de escarabajo longicornio del género Nyssodrysternum, tribu Acanthocinini, subfamilia Lamiinae. Fue descrita científicamente por Melzer en 1931.

## Descripción
Mide 10,5-11 milímetros de longitud.

## Distribución
Se distribuye por Brasil.